# 田中武雄 (青森県知事)
田中 武雄（たなか たけお、1871年4月25日（明治4年3月6日） - 1918年（大正7年）2月27日）は、日本の逓信官僚。官選青森県知事、小倉市長。

## 経歴
東京府出身。1896年、東京法学院を卒業。同年12月、判事検事登用第1回試験、文官高等試験行政科試験に合格。逓信省に入省し逓信属となる。
以後、逓信事務官、逓信書記官、一等郵便局長、逓信省経理局調度課長兼電信灯台用品製造所長、兼台湾総督府事務官、東京逓信経理局長などを経て、熊本逓信管理局長に就任。
1913年6月、青森県知事に就任。大凶作への対応に尽力。1914年4月に休職となる。同年に退官。1916年12月、小倉市長に就任。1918年2月、上京中に死去した。

## 栄典
- 1897年（明治30年）11月30日 - 従七位[4]